# Ragnarök (Star Trek)
Ragnarök je kniha z fiktivního SF prostředí série Star Trek: Voyager, jejímž autorem je Nathan Archer. Název je inspirován severskou mytologii. Děj knihy navazuje na televizní seriál Star Trek: Vesmírná loď Voyager.

## Obsah knihy
Hvězdná loď Federace Voyager se při cestě domů napříč Delta kvadrantem dostává do Kuriyské hvězdokupy, kde se zamíchá do 300 let trvající války dvou civilizací Hachaiů a Pńirů. Jednak proto, že odtud vycházel zajímavý signál a také kvůli záměru válku ukončit. Voyager je napaden oběma protivníky, podaří se jí po vynuceném zničení řady válečnických lodí vymanit a odletět z prostoru pryč. To s vědomím, že válka přece jen ustane a onen signál, za kterým letěli, byl nenávratně pryč.     

## České vydání knihy
Do češtiny knihu přeložil Jakub Marek v roce 2007 a vydalo ji nakladatelství Laser-books s.r.o z Plzně téhož roku ve své edici SF jako svazek 185. Drobná brožovaná publikace měla cenu 169 Kč, 132 stran, barevnou obálku s číslicí 3 v názvu Star Trek Voyager, tedy je třetí v řadě..

## Hlavní postavy příběhu
Vesměs posádka Voyageru 
- Kapitánka lodě Kathryn Janewayová
- Neelix, mimozemšťan - Talaxian, na lodi průvodce kvadrantem
- Praporčík Harry Kim
- První důstojník Chakotay
- Tuvok, bezpečnostní důstojník
- Kes – mimozemšťan z planety Ocampa[Okampa], na lodi pomáhá doktorovi i Neelixovi